# Larry Gordon
Larry Gordon (Pomona, California, 18 de abril de 1987) es un jugador de baloncesto estadounidense que pertenece a la plantilla del FC Porto de la LPB, la primera categoría del baloncesto portugués. Con 1,96 metros de estatura, juega en la posición de escolta.

## Trayectoria deportiva
Jugó cuatro temporadas con los Cal Poly Mustangs y tras no ser elegido en el Draft de la NBA de 2009, en junio fichó por el Kapfenberg Bulls austriaco para disputar la temporada 2009-10, antes de llegar a Alemania donde jugaría la gran parte de su trayectoria deportiva. 
Formaría parte de las plantillas de Phoenix Hagen (3 temporadas) y una temporada en Eisbären Bremerhaven y otra en SC Rasta Vechta.
En julio de 2017 fichó por el equipo kazajo del BK Astana.
En verano de 2018, regresa a Alemania para jugar en las filas del Gießen 46ers.
Durante la temporada 2019-20 jugó en las filas del Hapoel Eilat y más tarde, firmaría por el club rumano del CSU Atlassib Sibiu.
En 2020 firmó por el FC Porto de la LPB, la primera categoría del baloncesto portugués.